# Torborg Nedreaas
Torborg Nedreaas (née le 13 novembre 1906 à Bergen, morte le 30 juin 1987 à Nesodden) est une écrivaine norvégienne.

## Biographie
Née en 1906, Torborg Nedreaas suit une formation de pianiste et de professeure de musique. Elle se marie en 1931, demande la séparation en 1938, commence à écrire des nouvelles et des récits radiophoniques sous un pseudonyme, comme un moyen de subsistance, puis, après son divorce, reprend son nom de naissance,.
Elle publie en 1945 un recueil de nouvelles intitulé Bak skapet står øksen [Derrière l'armoire, la hache] en 1945, bien accueillie par la critique littéraire norvégienne. La majorité de ces histoires sont centrées sur la Seconde Guerre mondiale. Il ne s'agit toutefois pas de littérature de guerre au sens habituel du terme, mais plutôt d'une mise en scène de situations générées par la guerre dans le quotidien de personnes qui, sans avoir été directement impliquées dans le conflit, en ont payés le prix fort en raison de l'occupation du pays. Une littérature anti-héroïque, en quelque sorte,. Plusieurs de ses nouvelles s'en prennent à la stigmatisation des femmes ayant eu des relations amoureuses avec des hommes allemands pendant la guerre, et évoquent de façon ironique les « bons » Norvégiens qui s'en prennent à ces femmes à la fin de l'occupation allemande,. En 1947, une autre de ses œuvres, Av måneskinn gror det ingenting [La Nuit volée], aborde aussi le sujet sensible de femmes pratiquant volontairement des avortements illégaux. Ce livre a été adapté à la télévision quarante ans après, en 1987.
Jusqu'en 1947, elle vit à Leirvik, dans le Hordaland, avant de déménager à Nesodden, dans l'Akershus. Elle écrit toute une série de romans, de nouvelles, de pièces de théâtre et de scénarios pour la télévision. Nombre de ses livres se déroulent à Leirvik, où elle a passé une grande partie de son enfance. Les différences de classe et la pauvreté sont des thèmes centraux qui traversent toute son œuvre,.
Au sein de ces œuvres, une trilogie est considérée comme particulièrement importante,, Trylleglasset [Le prisme magique] publié en 1950, Musikk fra en blå brønn [Musique d'un puits bleu] publié en 1960, et Ved neste nymåne [À la prochaine lune] publié en 1971, constituant un ensemble, un récit d'enfance et d'apprentissage, avec un caractère d'autofiction,.
Elle est parfois comparée à Simone de Beauvoir du fait de leur sensibilité communiste et féministe.
Son travail est reconnu par de nombreux prix, dont le prestigieux Prix de la Critique norvégien (Kritikerprisen). En 1972, Torborg Nedreaas a aussi été nommée pour le Prix de littérature du Conseil Nordique (Nordisk Råds litteraturpris).

### Traductions en français
- Musique d'un puits bleu, traduction de Musikk fra en blå brønn par Régis Boyer, Cambourakis, 2009
- La Nuit volée, traduction de Av måneskinn gror det ingenting par Simone Manceau et Bibbi Lee, Cambourakis, 2010
- Derrière l'armoire, la hache, traduction de Bak skapet står øksen par Aude Pasquier, Cambourakis, 2011

## Prix
- Kritikerprisen 1950 pour Trylleglasset
- Doblougprisen 1964
- Mads Wiel Nygaards legat 1966
- Det Norske Akademis Pris 1986